# 12LDA28
12LDA28 – kolejowy silnik spalinowy szwajcarskiej firmy Sulzer Brothers Ltd., będący wersją rozwojową silników serii LD i później LDA.
Jest to czterosuwowy, dwunastocylindrowy silnik wysokoprężny, dwurzędowy z turbosprężarkowym doładowaniem cylindrów. Zasilany jest pompą wtryskową typu sekcyjnego z wtryskiem bezpośrednim. Jego maksymalna moc (z pojemności skokowej 266 dm³) wynosi 2100 KM przy 750 obr./min.
Silniki serii LD i LDA produkowane były w wersjach rzędowych sześcio- i ośmiocylindrowych, w wersjach dwurzędowych dwunastocylindrowych i w kilku odmianach różniących się średnicą cylindrów (190, 220, 250, 280 oraz 310 mm).
Silniki 12LDA28 zostały zainstalowane w lokomotywach działających w kilku krajach, są to m.in. Wielka Brytania, Bułgaria, Chiny, Francja, Polska i Rumunia. Przykładem są tu lokomotywy 060D2 (ST43), Class 45, Class 47, SNCF 65500.